# Zu jung für die Liebe?
Zu jung für die Liebe? ist ein deutscher Spielfilm aus dem Jahre 1961 mit Loni von Friedl in der Hauptrolle eines ungewollt schwanger gewordenen Teenagers. Helmut Käutner, der Ehemann der Regisseurin Erica Balqué, wirkte in einer Nebenrolle mit.

## Handlung
Im Mittelpunkt der Handlung stehen zwei Halbwüchsige, die 16-jährige Katja und der 17-jährige Oberschüler Klaus, Sohn begüteter Eltern. Beide hatten bereits Sex miteinander, und nun ist Katja, die unter Vormundschaft des Jugendamtes steht, schwanger. Klaus kümmert sich liebevoll um seine Freundin, beglückt sie im Bett nicht nur mit sich selbst, sondern auch mit Sekt und Kaviar (was sein Vater, der Herr Generaldirektor Rennert, locker finanziert). Das minderjährige Paar will heiraten, will der kleinen werdenden Familie einen würdigen Rahmen geben. Doch die staatliche Gesetzgebung sieht dies ebenso wenig vor wie die Erwachsenen um sie herum bereit sind, diesen Schritt zu unterstützen. Man ist strikt dagegen und hat kein Ohr für Katjas und Klaus’ Wünsche und Träume.
Und so beschließen die beiden jungen Leute, nach Schottland durchzubrennen, denn sie haben gehört, dass man im kleinen Grenzort Gretna Green auch als Minderjährige heiraten kann. Das Einsehen der Erwachsenen kommt spät, jedoch nicht zu spät. Vater Rennert will nicht, dass sein Sohn in der Fremde unter die Räder kommt und schickt ihm als erstes gleich einmal 50 Pfund Sterling nach. Am Ende beweisen Katja und Klaus, dass sie eben nicht „zu jung für die Liebe“ sind, wie der Filmtitel fragend konstatiert, und sie erhalten dann doch noch den Segen von der Erwachsenenwelt. Das junge Ehepaar kehrt wieder heim und wird, unabhängig von der Meinung der anderen, seinen Weg gehen.

## Produktionsnotizen
Zu jung für die Liebe? entstand zwischen dem 1. Dezember 1960 und dem 15. Januar 1961 in den CCC-Filmstudios Artur Brauners in Berlin-Spandau. Die Außenaufnahmen wurden in Gretna Green hergestellt. Die Uraufführung des Films erfolgte am 24. März 1961 im Düsseldorfer Alhambra-Kino.
Helmut Nentwig und Albrecht Hennings waren für die Filmbauten zuständig, die Kostüme entwarf Anneliese Ludwig. Helga von Wangenheim lieferte die Idee zu diesem Filmstoff. Rolf Zacher gab hier mit einer winzigen Rolle sein Filmdebüt.

## Kritiken
„Zu jung für die Liebe? … ist Kinounterhaltung mit Ambition, an der die Misere deutschen Leinwand-Durchschnitts ersichtlich wird. Er ist dem Charakter, dem Gehalt nach zutiefst unehrlich. Und was das Schlimme dabei ist: Helmut Käutner hat ihn zu verantworten. Er zeichnet für die nicht näher umrissene ‚künstlerische Oberleitung‘; die Regie führte zum erstenmal seine Frau Erica Balquè, erkennbar bemüht um die Führung einer Vielzahl frischer junger Leute, die gleich ihr im Atelier debütierten. Doch das prägt sich nicht ein. Man behält vielmehr den Eindruck eines sehr verkorksten Drehbuchs, das Käutner akzeptiert hat. Gleich, aus welchen Gründen. Er gab seinen Namen her und begnügte sich nicht mit der Rolle eines Rechtsanwalts mit Herz für die Jugend. (…) Igor Oberberg, der Käutner am engsten verbundene Kameramann, fing alle von der Regie bewußt knapp auf das Wesentliche konzentrierten Szenen korrekt und sauber ein. Der Grund für das Nichtgelingen liegt vielmehr in der Physiognomie der Personen und der Künstlichkeit des Milieus. Es ist einmal mehr eine deutsche Gesellschaftsstudie mit kritischen Klischeefiguren in Komfort. (…) Ist dies charakteristisch für unsere Jugend? Dies und Striptease unter Teenagern in der Luxusvilla? Sind Eltern und Fürsorger, die so gestrig und plump daherreden, typisch für die Generation, gegen die junge Leute die Titelfrage provozierend richten? Die ehrliche Beobachtung des Alltags ergibt auf diese Fragen ein glattes ‚Nein‘. Käutner müßte das wissen. Wenn er trotzdem den auf das Generationenproblem zielenden Regie-Erstling seiner Frau mit halbstarkem dolce vita und überkandidelten Eltern befrachtete, bleibt nur der Verdacht, daß sich selbst ein Regisseur seines Ranges von solchen Klischees Kassenerfolge verspricht.“

Paimann’s Filmlisten resümierte: „Verkehrte Halbstarken-Geschichte, in der die Eltern schlechter abschneiden, aber auch Übertreibungen in Konfliktstellung und Figuren nicht vermieden (werden).“

„Gutgemeinter, aber fadenscheinig konstruierter Problemfilm, der für eine selbstbewußt agierende, mündige Jugend Partei ergreift und dabei in Klischees steckenbleibt.“